# Прогресс (Чечерский район)
Прогресс (бел. Прагрэс) — деревня в Чечерском районе Гомельской области Беларуси. Входит в состав Меркуловичского сельсовета.

## География

### Расположение
В 25 км на северо-запад от Чечерска, 62 км от железнодорожной станции Буда-Кошелёвская (на линии Гомель — Жлобин), 90 км от Гомеля.

### Гидрография
На юго-востоке мелиоративный канал, соединённый с рекой Чечора (приток реки Сож).

## Транспортная сеть
На шоссе Довск — Гомель. Планировка состоит из прямолинейной улицы, ориентированной с юго-востока на северо-запад (с обеих сторон шоссе) и застроенной двусторонне, редко деревянными усадьбами.

## История
Основана в начале 1920-х годов переселенцами из соседних деревень на бывших помещичьих землях. В 1930 году организован колхоз. 18 жителей погибли на фронтах Великой Отечественной войны. В составе экспериментальной базы «Меркуловичи» (центр — деревня Меркуловичи.

## Население

### Численность
- 2004 год — 29 хозяйств, 51 житель.

### Динамика
- 2004 год — 29 хозяйств, 51 житель.